# Voto único transferível

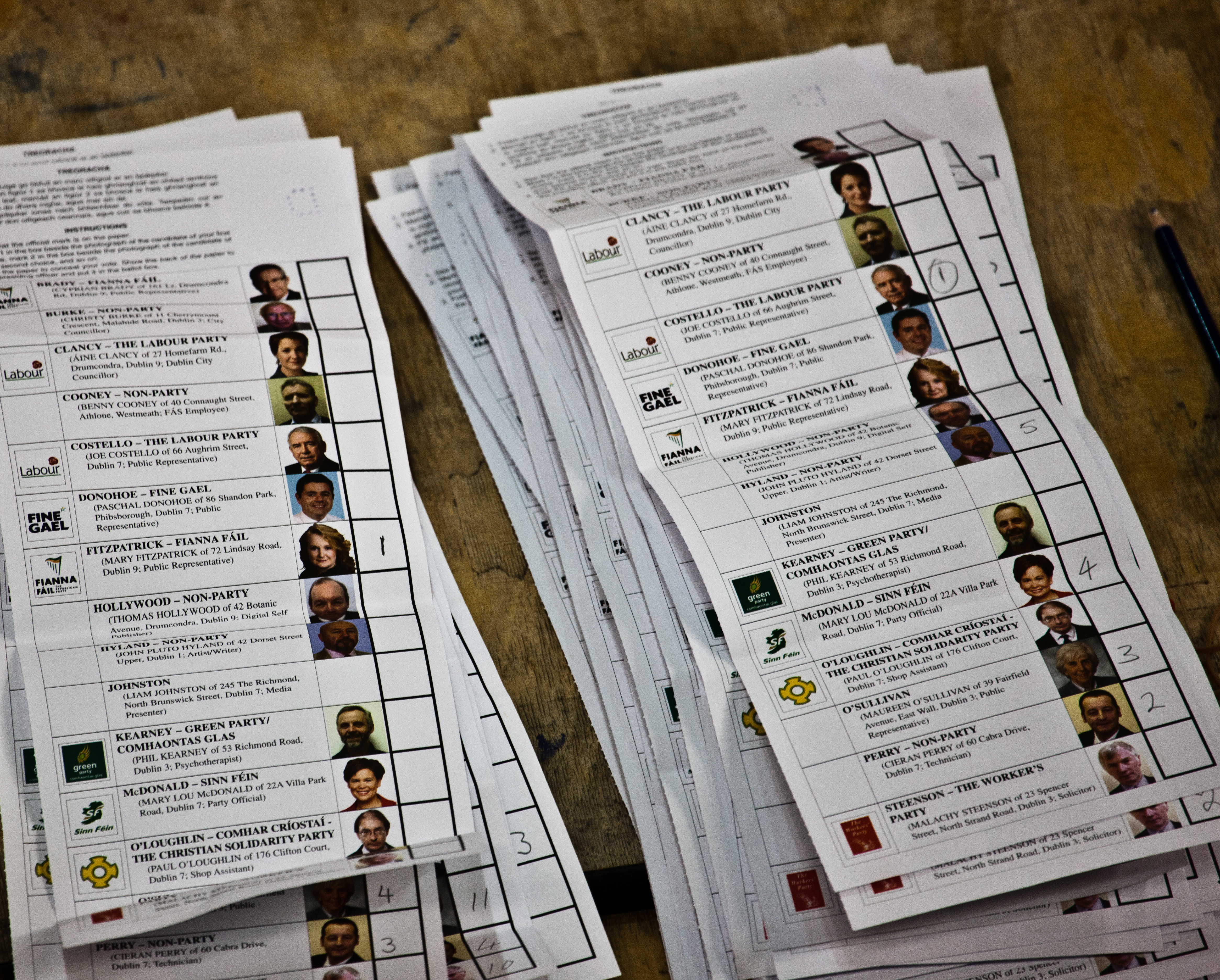
Cédulas de eleição na Irlanda

O voto único transferível (sigla em português: VUT; em inglês: single transferable vote, com a sigla STV) é um sistema de votação de representação proporcional através do voto preferencial em casos de votações a partidos ou organizações de múltiplas pessoas. No âmbito do VUT, um eleitor tem um único voto que inicialmente é atribuído ao seu candidato preferido. Os votos são totalizados e uma cota (o número de votos necessários para ganhar um lugar) é derivado. Se o candidato alcança a cota, ele é eleito, e em alguns sistemas de VUT qualquer voto excedente é transferido para outros candidatos proporcionalmente às preferências declaradas dos eleitores. Essas eleições e eliminações, e transferências de votos, se aplicáveis, continuam até que haja apenas tantos candidatos quantas vagas não preenchidas. O método específico de transferência de votos varia em diferentes sistemas.
Ele foi concebido para minimizar desperdício nas votações e fornecer representação proporcional, garantindo ao mesmo tempo que são explicitamente votos expressos para candidatos individuais em vez de listas de partidos. É usada quando existe círculos eleitorais (votação por distritos/condados) e da transferência de todos os votos que seriam desperdiçados para outros candidatos elegíveis. O VUT inicialmente aloca um eleitor da votação para o seu candidato preferido e depois, após os candidatos terem sido eleitos ou eliminados, transferem o excedente ou os não utilizados de acordo com as preferências de voto do eleitor.

## Adoção
O VUT teve a sua mais ampla adopção nos países de língua inglesa. Em 2007, este sistema foi utilizado para eleições parlamentares na República da Irlanda (desde 1919), para a Assembleia da Irlanda do Norte e Malta. Também é utilizado pelo senado australiano sob a forma de voto de grupo, bem como algumas eleições locais e regionais nas eleições da Austrália, as eleições autárquicas na República da Irlanda, Escócia e alguns outros governos locais, tais como as eleições em Dunedin e na cidade capital de Wellington, na Nova Zelândia. Nos Estados Unidos, é utilizado para eleições na cidade de Cambridge, Massachusetts, e foram, utilizados para eleições na cidade de San Francisco, Oakland, Berkeley, e San Leandro no estado da California; na cidade de Takoma Park em Maryland; nas cidades de Basalt e Telluride no estado de Colorado; nas cidades de St. Paul e Minneapolis, no estado de Minnesota; Santa Fe no New Mexico, e também na cidade de Portland no estado de Maine.
O VUT foi pioneiro na Tasmânia, Austrália, onde tem estado em constante uso na Câmara da Assembleia Tasmaniana desde o início dos anos de 1900. É conhecida como Hare-Clark, em reconhecimento de Thomas Hare, que desenvolveu inicialmente o sistema e ao Procurador-Geral tasmaniano, Andrew Inglis Clark, que trabalhou muito para introduzir uma versão modificada. Hare-Clark tem sido posteriormente alterada para permitir melhorias, tais como boletins de voto rotativo (a Rotação Robson). É reconhecida pelos seus apoiantes como sendo o melhor e mais justo sistema eleitoral em todo o mundo, embora os partidos políticos se mostrem muitas vezes relutantes a aprová-la, porque exige que os candidatos concorram com um outro público, que é sentido por alguns membros dos partidos que danificam a coesão dos mesmos.[carece de fontes?] Os apoiantes pensam que é inteiramente apropriado que o candidato faça o processo para a sua própria eleição direta ao público.